# Domitianus (Prätorianerpräfekt)
Domitianus († 354 in Antiochia) war ein hoher Beamter der römischen Spätantike.
Domitianus, der Sohn eines Handwerkers, stieg unter Kaiser Constantius II. (337–361) zu hohen Würden auf. Zunächst wurde er Senator und notarius des Kaisers, später dann comes sacrarum largitionum unter Constantius. Diesem Amt, das den Träger auch zum Mitglied des consistorium, des kaiserlichen Staatsrats, machte, oblag die Verwaltung des kaiserlichen Finanzwesens. Als im Jahr 353 Thalassius verstarb, wurde Domitianus an seiner Stelle praefectus praetorio Orientis. Der Prätorianerpräfekt war für die gesamte Verwaltung innerhalb eines Reichsteils verantwortlich – im Falle des Domitianus war dies der östliche Reichsteil. Er wurde nach Antiochia am Orontes geschickt, wo der damalige Ostkaiser Constantius Gallus als Unterkaiser (Caesar) Constantius’ II. residierte.
Constantius Gallus hatte sich bereits in der Vergangenheit den Zorn Constantius’ II. zugezogen, weil er zu eigenmächtig handelte. Schon der Vorgänger des Domitianus, Thalassius, war oft in Konflikt mit dem eigensinnigen Caesar geraten. Domitianus war nun mit dem Auftrag nach Antiochia geschickt worden, Gallus an den Hof des Constantius zu locken, wo er keinen Schaden mehr anrichten konnte. Dabei stellte sich Domitianus allerdings überaus ungeschickt an. Zunächst stellte er sich dem Caesar nicht vor, als er nach Antiochia kam. Als er sich schließlich doch dazu herabließ, sich von Gallus empfangen zu lassen, verprellte er diesen noch mehr, wie der römische Geschichtsschreiber Ammianus Marcellinus berichtet:

„Ohne Umschweife sagte er unbesonnen und leichthin: ‚Reise ab, Cäsar, wie dir befohlen worden ist. Wenn du zögerst, werde ich die Einkünfte für dich und deinen Hofstaat unverzüglich einstellen lassen.‘ Nach dieser schroffen Äußerung entfernte er sich voller Zorn und ließ sich auch später bei dem Cäsar nicht mehr sehen, obwohl dieser ihn öfter vorlud.“

Der genaue Ablauf der nun folgenden Ereignisse ist umstritten. Sicher scheint jedoch zu sein, dass Gallus so wütend über diese Behandlung war, dass er seine Soldaten gegen Domitianus und dessen Untergebenen Montius Magnus aufstachelte. Nun folgte ein grausamer Lynchmord an den beiden Beamten; zuletzt wurden deren Leichen in den Orontes geworfen. Der Mord an den kaiserlichen Beamten trug dazu bei, dass Constantius II. der Geduldsfaden endgültig riss: Er berief Gallus an seinen Hof und ließ ihn bereits auf dem Weg dorthin hinrichten. Später sorgte der Bischof von Antiochia, Leontios, für das Begräbnis des Domitianus, was anzeigt, dass er Christ war und vielleicht wie Leontios Arianer. Seine Tochter war mit einem Apollinaris verheiratet, der ebenfalls unter Gallus diente und ebenfalls von ihm hingerichtet wurde.
Domitianus spielt auch (in der griechischen Variante Dometianos) eine Rolle in mehreren christlichen Heiligenlegenden (genauer Martyrien, da es sich um Märtyrer handelt) aus dem südöstlichen Kleinasien, deren Ursprung wohl in der ersten Hälfte des 5. Jahrhunderts n. Chr. zu suchen ist, also mehr als ein halbes Jahrhundert nach dem Tod des historischen comes und Prätorianerpräfekten Domitianus. Hier tritt Dometianos in vier verschiedenen Geschichten als derjenige römische Beamte auf, der das Martyrium der Charitine von Korykos, Theodoula von Anazarbos, Domnina von Anazarbos und Zosimos von Anazarbos verschuldet habe. Diese Überlieferung hat allerdings nichts mit dem historischen Domitianus zu tun, der bereits unter einem christenfreundlichen Kaiser diente, unter dem keine Christenverfolgungen mehr stattfanden.